# Канто, Блас
Блас Канто Морено (род. 26 октября 1991, Рикоте, Испания) — испанский певец. Стал известным благодаря участию в испанской группе Auryn. В 2017 году начал сольную карьеру. Его дебютный студийный альбом Complicado был выпущен в сентябре 2018 года, альбом занял первое место в испанском чарте. Представитель Испании на конкурсе песни «Евровидение-2021». Первоначально он должен был представлять Испанию на ныне отменённом «Евровидении-2020», с песней «Universo» в финале конкурса 16 мая 2020 года.

## Биография

### 2000-2004: Начало
В 2000 году Блас Канто в возрасте восьми лет принял участие в шоу талантов Veo Veo. В 2004 году участвовал в национальном отборе на конкурс «Детское Евровидение» от Испании. На отборе певец исполнил песни «Cantaré» и «Sentir», пройдя в финал со второй песней, однако победу одержала Мария Исабель с композицией «Antes muerta que sencilla».

### 2009-2016: Auryn
В 2009 году основал бойз-бенд совместно Альваро Ганго, Карлосом Марко, Дэвидом Лафуэнте и Дани Фернандесом. В 2010 году бенд подал заявку на участие от Испании в конкурсе «Евровидение-2010», но не прошли в десятку национального отбора. В 2011 году группа приняла участие в испанском национальном отборе на конкурс «Евровидение» с песней «Fly on the Wings of Love» группы «Olsen Brothers». В финале группа исполнила собственную композицию «Volver», набрав 15 баллов, однако во втором раунде получили лишь 20% от всех голосов, заняв второе место.
В 2011 году группа выпустила дебютный сингл «Breathe in the Light» и также первый альбом Endless Road, 7058, вошедшие в топ-10 Productores de Música de España. Альбом Anti-Heroes, выпущенный в 2013 году, занял первое место в PROMUSICAE Spanish Albums Chart, а также получил платиновый статус. Следующий альбом Circus Avenue был также удостоен платинового статуса. В декабре 2015 года выходит четвёртый альбом группы Ghost Town.
28 июля 2016 года участники бойз-бенда объявили о завершении проекта и начале сольных проектов.

### 2016-н.в.
В июле 2016 года Блас Канто стал участником шоу Tu cara me suena, финал которого состоялся 3 марта 2017 года. По результатам шоу, Канто одержал победу. В тот же день он выпускает дебютный сольный сингл «In Your Bed». 9 марта 2018 года состоялась премьера сингла на испанском языке «Él no soy yo». 14 сентября того же года был выпущен альбом Complicado.

### «Евровидение»
5 октября 2019 года было объявлено, что Блас Канто станет представителем Испании на конкурсе «Евровидение-2020», а 22 января 2020 года стало известно, что он исполнит песню «Universo». Так как Испания входит в «Большую пятёрку», Блас должен был выступить 16 мая 2020 года, в финале конкурса. Однако, ввиду пандемии COVID-19, конкурс был отменён.
Ввиду отмены конкурса «Евровидение-2020», 18 марта 2020 года Блас Канто был объявлен вновь представителем Испании на конкурсе. Национальный отбор, прошедший 20 февраля 2021 года, представлял собой выбор среди песен, которую исполнит Канто на «Евровидении-2021». По результатам отбора, победу одержала композиция «Voy a quedarme». 22 мая 2021 года Канто выступил в финале конкурса, по результатам которого занял 24 строчку, набрав 6 баллов.
В июле 2022 года Канто выпустил трек, записанный совместно с Эммой Мускат, представительницей Мальты на «Евровидении-2022», под названием «La stessa lingua».

## Личная жизнь
В 2017 году возникли слухи о том, что Канто — гей, из-за вопроса ведущей Лидии Лозано о треке «Sálvame». Однако сам певец их опровергал.
О своей ориентации певец рассказал в июле 2022 года, в промоушене трека «El bueno acaba mal», о том что он два года прожил с парнем, которому посвятил несколько своих песен.

## Дискография

### Альбомы
| Название                  | Детали                                                                                            | Позиции в чарте |
| ------------------------- | ------------------------------------------------------------------------------------------------- | --------------- |
| Complicado                | - Дата выхода: 14 сентября 2018 г. - Форматы: Цифровая загрузка, CD - Лейбл: Warner Music Испания | 1               |
| Complicados (переиздание) | - Дата выхода: 6 сентября 2019 г. - Форматы: Цифровая загрузка, CD - Лейбл: Warner Music Испания  | —               |

### Синглы
| Название                                                                                 | Год  | Позиции в чартах | Сертификаты            | Альбом      |
| ---------------------------------------------------------------------------------------- | ---- | ---------------- | ---------------------- | ----------- |
| «In Your Bed»                                                                            | 2017 | 57               |                        | Complicado  |
| «Drunk and Irresponsible»                                                                | 2017 | —                |                        | Complicado  |
| «Él no soy yo»                                                                           | 2018 | 35               | - PROMUSICAE : платина | Complicado  |
| «No volveré (Seguir Tus Pasos)»                                                          | 2018 | —                |                        | Complicado  |
| «Si te vas»                                                                              | 2019 | —                |                        | Complicados |
| «Universo»                                                                               | 2020 | —                |                        |             |
| «—» обозначает запись, которая не была намечена или не была выпущена на этой территории. |      |                  |                        |             |

## Награды и номинации
| Год  | Премия              | Номинация     | Номинант       | Результат |
| ---- | ------------------- | ------------- | -------------- | --------- |
| 2017 | Los 40 Music Awards | «Артист года» | Блас Канто     | Номинация |
| 2017 | Los 40 Music Awards | «Видео года»  | «In your bed»  | Номинация |
| 2018 | Los 40 Music Awards | «Видео года»  | «Él no soy yo» | Номинация |
| 2019 | Los 40 Music Awards | «Альбом года» | «Complicado»   | Номинация |
| 2022 | Los 40 Music Awards | «Артист года» | Блас Канто     | Номинация |